# Zosime mediterranea
Zosime mediterranea is een eenoogkreeftjessoort uit de familie van de Zosimeidae. De wetenschappelijke naam van de soort is voor het eerst geldig gepubliceerd in 1948 door Lang.